# Miodnik (ptak)
Miodnik (Notiomystis cincta) – gatunek małego ptaka należącego do niedawna do rodziny miodojadów, obecnie wydzielanego do monotypowej rodziny miodników (Notiomystidae). Gatunek endemiczny występujący w Nowej Zelandii. Narażony na wyginięcie.

## Zasięg występowania
Dawniej miodnik był szeroko rozpowszechniony na Wyspie Północnej i przylegających, przybrzeżnych wyspach. Naturalna populacja przetrwała jedynie na wyspie Little Barrier Island, prowadzony jest jednak program reintrodukcji na Wyspie Północnej oraz wyspach Kapiti i Tiritiri Matangi.

## Systematyka
Miodnik do niedawna był uznawany za przedstawiciela zamieszkujących Australazję miodojadów (Meliphagidae). Analiza genetyczna wykazała jednak, że gatunek ten nie jest blisko spokrewniony z miodojadami i ich krewnymi, a z nowozelandzką, endemiczną rodziną koralników (Callaeidae)  . W 2007 wydzielono go do nowej, „własnej” rodziny w rzędzie wróblowych – Notiomystidae. Od miodojadów różni miodnika także gniazdowanie w dziuplach.
Międzynarodowy Komitet Ornitologiczny (IOC) wyróżnia dwa podgatunki N. cincta, ale np. autorzy Handbook of the Birds of the World uznali ten gatunek za monotypowy.
- N. c. hautura Mathews, 1935 – Little Barrier Island
- N. c. cincta (Du Bus de Gisignies, 1839) – Wyspa Północna, takson wymarły

## Morfologia
Miodnik liczy blisko 18 cm długości. Samce ważą 29–42 g, samice – 26–35 g. U przedstawicieli gatunku występuje dymorfizm płciowy w upierzeniu. U samców upierzenie głowy, grzbietu i górnej części piersi jest jedwabiście czarne. Białe pióra pokryw usznych mogą być nastroszone. Na piersi czarny obszar ograniczają pióra barwy złotożółtej; również część barkówek przybiera ten kolor. Samica w większości szarobrązowa. Przez jej skrzydło przebiega biały pas. U części samic występują słabo widoczne, białe pokrywy uszne.

## Ekologia
Miodnik zamieszkuje wszystkie typy lasów, jednak do rozrodu potrzebuje dojrzałych już drzew. Żywi się nektarem, owocami i małymi stawonogami. W przypadku ptaków badanych na Little Barrier Island podczas okresu lęgowego jedno ze źródeł pożywienia stanowiły kwiaty metrosiderosa wyniosłego (Metrosideros excelsa).
Prawdopodobnie gniazdowanie w dziuplach stanowi skuteczne zabezpieczenie przed drapieżnikami. Ptaki badane na Little Barrier Island w 1982/1983 ani razu nie padły ofiarą drapieżników czy pasożytów lęgowych.

### Lęgi
Okres lęgowy różni się między poszczególnymi populacjami; ogółem odnotowano lęgi od września do marca. Gniazdo mieści się w dziupli drzewa; jest ono platformą z patyków, na której znajdują się uwite razem w kształt kubeczka części paproci drzewiastych. U ptaków z Little Barrier Island gniazda znaleziono w dziuplach Vitex lucens i metrosiderosie wyniosłym. Miodnik to jedyny znany gatunek ptaka, u którego podczas kopulacji ptaki są zwrócone ku sobie. Ogółem są to ptaki monogamiczne, jednak nawet 60% potomstwa danej samicy może pochodzić od samca spoza pary. Niekiedy zdarzają się wymuszone kopulacje. U N. cincta liczba zniesień podczas sezonu dochodzi do 3, jednak możliwe jest odchowanie maksymalnie 2 lęgów. Zniesienie liczy 3–5 jaj, które samica wysiaduje przez około 15 dni. Młode opuszczają gniazdo po 26–28 dniach.

## Status i ochrona
Międzynarodowa Unia Ochrony Przyrody (IUCN) uznaje miodnika za gatunek narażony (VU – Vulnerable) nieprzerwanie od 1994 roku. Liczebność populacji na Little Barrier Island szacuje się na co najmniej 3000 dorosłych osobników. Trend liczebności populacji uznawany jest za stabilny.
Do wyginięcia gatunku na Wyspie Północnej najbardziej przyczyniły się introdukcja szczura śniadego (Rattus rattus) lub ptasie choroby, prawdopodobnie wpływ na spadki liczebności miała też utrata siedlisk leśnych w części zasięgu. Od 1980 roku ze zmiennym szczęściem prowadzony jest program reintrodukcji gatunku, populacje przetrwały jedynie na czterech z ośmiu stanowisk reintrodukcji. Żadna z reintrodukowanych populacji nie jest samopodtrzymująca się. Wzrosty liczebności osiąga się dzięki ingerencji człowieka – miejsca reintrodukcji zaopatruje się w budki lęgowe oraz dodatkowe pożywienie, prowadzona jest też kontrola drapieżników i pasożytów lęgowych. W sezonie 2011/2012 łączną liczebność populacji reintrodukowanych szacowano na około 430 dorosłych osobników.